# Thomas F. O’Higgins senior
Thomas Francis O’Higgins, Sr. (* 1890; † 1. November 1953 in Dublin) war ein irischer Arzt und Politiker des Cumann na nGaedheal sowie zuletzt der Fine Gael, der von 1929 bis zu seinem Tod 1953 Mitglied des Unterhauses (Dáil Éireann) war. Er war zwischen 1948 und 1951 Verteidigungsminister und 1951 für kurze Zeit Minister für Industrie und Handel.

## Leben

### Arzt und Abgeordneter
O’Higgins wurde 1892 als Sohn von Thomas Francis Higgins († 1923) und Anne Sullivan († 1953), der Tochter von Timothy Daniel Sullivan, geboren. Nach einem Studium der Medizin war er als Arzt tätig. Sein jüngerer Bruder Kevin O’Higgins war ebenfalls Mitglied des Dáil Éireann, Außen- sowie Justizminister Irlands und wurde am 10. Juli 1927 in Booterstown von drei IRA-Mitgliedern, Timothy Coughlin, Bill Gannon und Archie Doyle erschossen. Einer seiner Onkel war Timothy Michael Healy, der von 1922 bis 1927 Generalgouverneur des Irischen Freistaates war.
Er selbst wurde als Kandidat des Cumann na nGaedheal bei einer Nachwahl am 14. März 1929 erstmals zum Mitglied des Dáil Éireann (Teachta Dála) gewählt. Zunächst vertrat er nach seinen Wiederwahlen bei den Wahlen am 16. Februar 1932, 24. Januar 1933, 1. Juli 1937, 17. Juni 1938, 23. Juni 1943 sowie am 30. Mai 1944 den Wahlkreis Leix-Offaly, wobei er ab dem 3. September 1933 der aus dem Zusammenschluss von Cumann na nGaedheal, National Centre Party und Army Comrades Association (ACA) hervorgegangenen Fine Gael angehörte. Er war zuvor seit August 1932 Vorsitzender der Army Comrades Association.
Bei den Wahlen vom 4. Februar 1948 wurde O’Higgins für die Fine Gael im Wahlkreis Cork Borough wieder zum Mitglied des Dáil Éireann gewählt, dem er nach seiner Wiederwahl am 30. Mai 1951 bis zu seinem Tod am 1. November 1951 angehörte.

### Minister und Nachkommen
Am 18. Februar 1948 wurde O’Higgins von Premierminister (Taoiseach) John A. Costello zum Verteidigungsminister in dessen Kabinett berufen und bekleidete dieses Amt bis zu seiner Ablösung durch Seán Mac Eoin im Rahmen einer Kabinettsumbildung am 7. März 1951. Er selbst übernahm bei dieser Regierungsumbildung am 7. März 1951 von Daniel Morrissey das Amt des Industrie- und Handelsministers, das er bis zum Ende von Costellos Amtszeit am 13. Juni 1951 innehatte.
Sein Sohn Thomas F. O’Higgins war ebenfalls Mitglied des Dáil Éireann, Gesundheitsminister sowie Chief Justice of Ireland und auch Richter am Europäischen Gerichtshof. Ein weiterer Sohn war der Politiker Michael O’Higgins, der sowohl Mitglied des Dáil Éireann (1948 bis 1951, 1954 bis 1969) als auch des Senats (Seanad Éireann) (1951 bis 1954, 1969 bis 1977) war und von 1973 bis 1977 als Führer der Mehrheitsfraktion die Funktion des Leader of the Seanad bekleidete. Michael O’Higgins war mit Brigid Hogan-O’Higgins verheiratet, die zwischen 1957 und 1977 ebenfalls Mitglied des Dáil Éireann war.